# Nazionale maschile di pallacanestro delle Isole Marianne Settentrionali
La selezione di pallacanestro delle Isole Marianne Settentrionali è la rappresentativa cestistica delle Isole Marianne Settentrionali ed è posta sotto l'egida della Federazione cestistica delle Isole Marianne Settentrionali.

## Storia
È stata creata nel 1981 e nello stesso anno è entrata a far parte di FIBA Oceania. 
La squadra è composta da giocatori del campionato locale, ed ancora non è riuscita a partecipare ad una competizione ufficiale.